# تونة وثابة

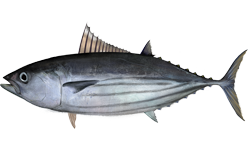
التونة الوثابة.

التونة الوثابة أو حقيبة (الاسم العلمي: Katsuwonus pelamis) هي سمكة من الفرخيات متوسطة الحجم تتبع عائلة التونة. تنمو التونة الوثابة لتصل إلى طول حوالي 1 متر. تتواجد هذه السمكة بشكل رئيسي في المياه الاستوائية الدافئة.
تستهلك التونة الوثابة بشكل كبير في المطبخ الياباني، حيث يصنع منها الكاتسووبوشي بالإضافة إلى تناولها كأحد أنواع طبق السوشي.